# ガンダウリム
ガンダウリム（英語: Gandaulim）は、インド・ゴア州の村。Cumbarjua運河の西岸に位置する。人口は301人（2011年国勢調査）。
現在のクロアチア・ドゥブロヴニクに存在したラグサ共和国の香辛料市場あるいは植民地があったという主張が一部からなされている。

## ラグサ共和国との関係

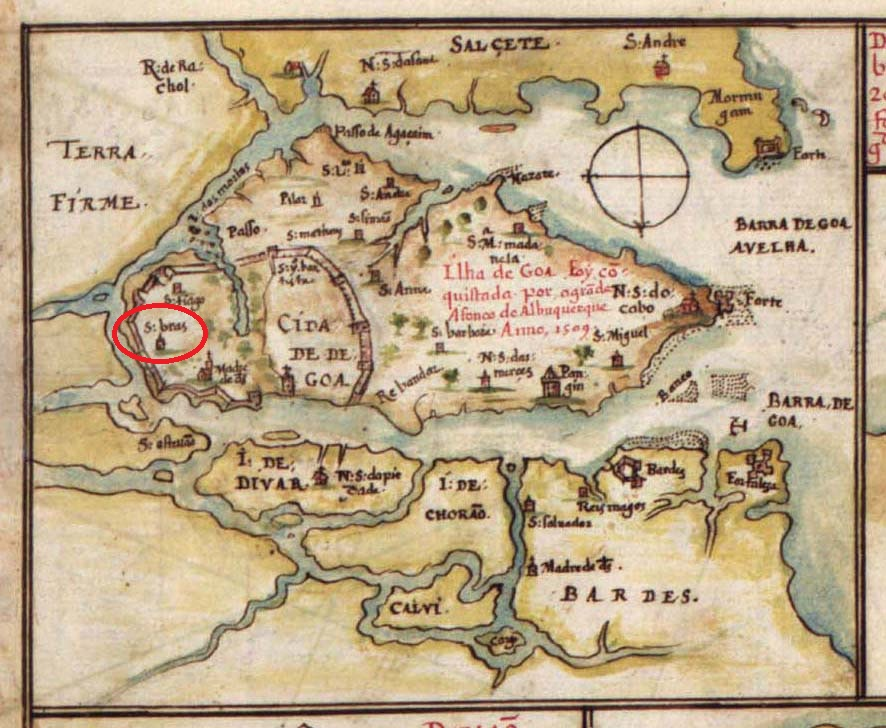
聖ブラシウス教会がマークされたゴアの古地図

1605年の年代記の中で、ラグサ人のJakov Lukarevićはラグサの商人がガンダウリムの教会の装飾に投資したと記している。ポルトガルの旅行者Gomes Catãoは、この町の人口は12,000 人で、裕福な女性が天蓋に乗せられた奴隷に連れられて教会に運ばれたと記録している。Catãoはまた、この教会はドゥブロヴニクの同名の教会をモデルにしていると述べている。これらの主張はガンダウリムの住民の人々の記憶に残り、現在ではラグサ人が教会の建設そのものに貢献したと考えられている。ただし正確性については議論が続いている。
Darko Bekićをはじめとする一部の歴史家はこれらの議論を利用して、ラグサ共和国の植民地の存在を主張している。セルビアの経済史家Nicholas Mirkovichは1943年、インドにおけるラグサの植民地の歴史を草案するための情報源が不足していることを嘆いた。
1999年、クロアチアのインド学者Zdravka Matišićがインドでサンスクリット語の文献を研究中にラグサとゴアの関係に関する言及を偶然発見したことで関心が再び高まった。同年、クロアチアの作家Karmen Bašićは、ラグサのゴアへの到着と出発について決定的なことは何も言えないものの、「ラグサの存在を保証する大量の証拠と情報源」が存在し、その存在を証明していると述べた。だがガンダウリムの聖ブラシウス教会に関連する植民地という概念は「いくぶん謎」で、世界的な香辛料貿易における役割は不明なままである。

## 交通
2016年、町の郊外にゴア島とCumbarjua島を結ぶ橋が開通した。

## 史跡
16世紀に建設されたガンダウリム砦が存在したが、21世紀初頭の道路の拡張工事によって破壊された。

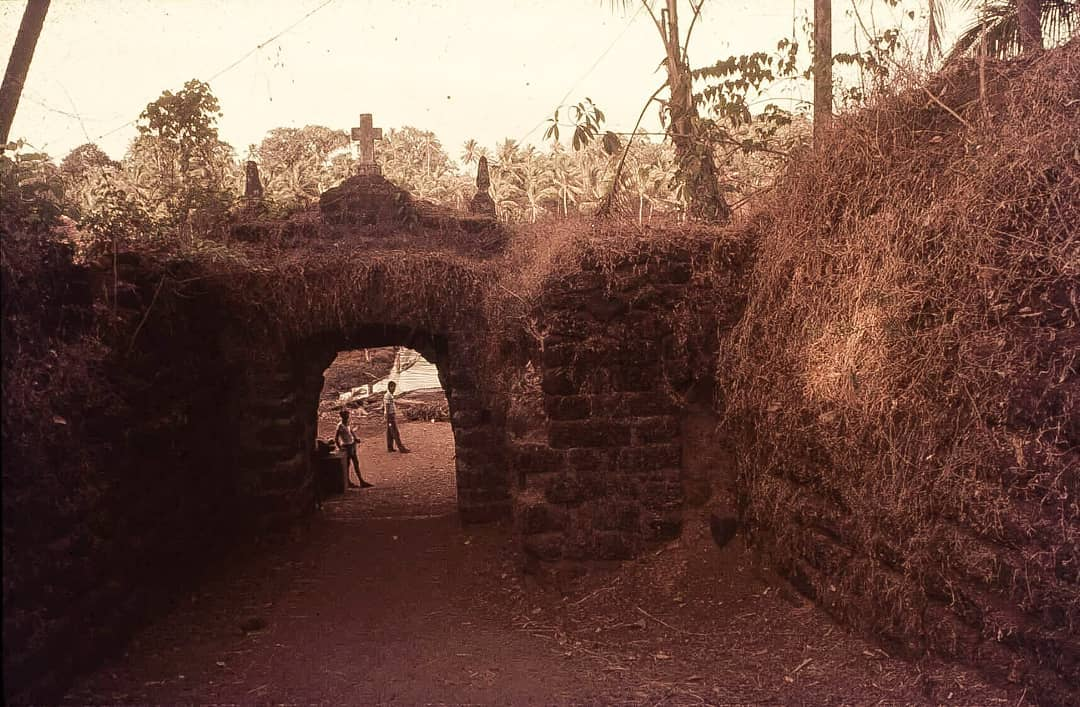
在りし日のガンダウリム砦正門
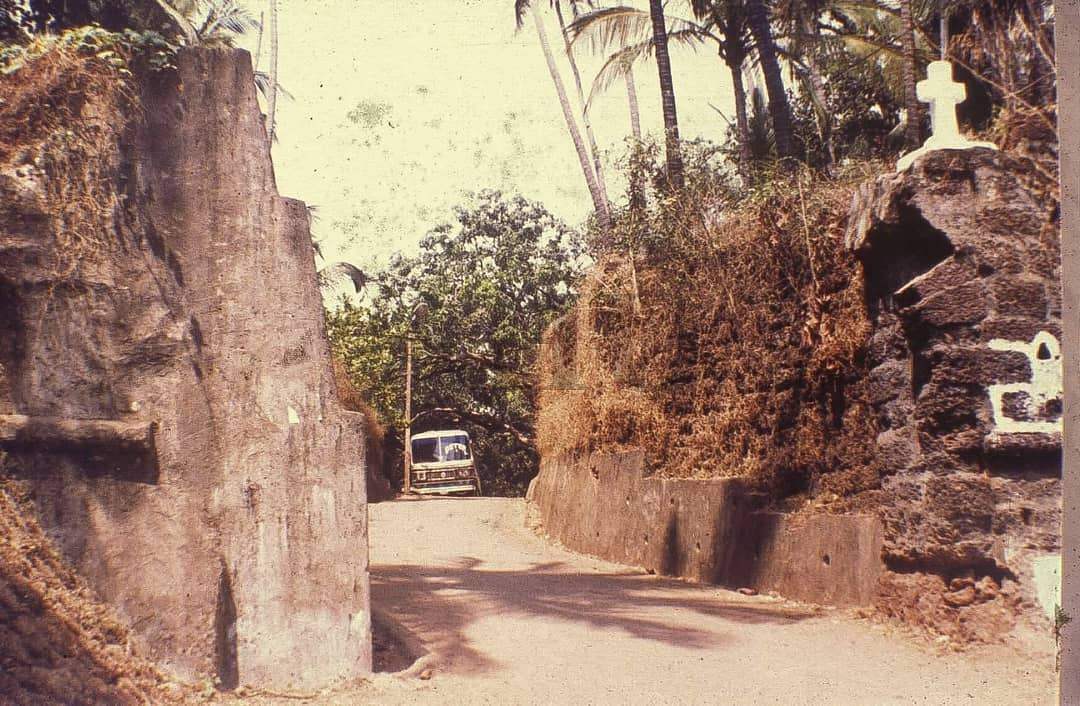
破壊されたガンダウリム砦正門
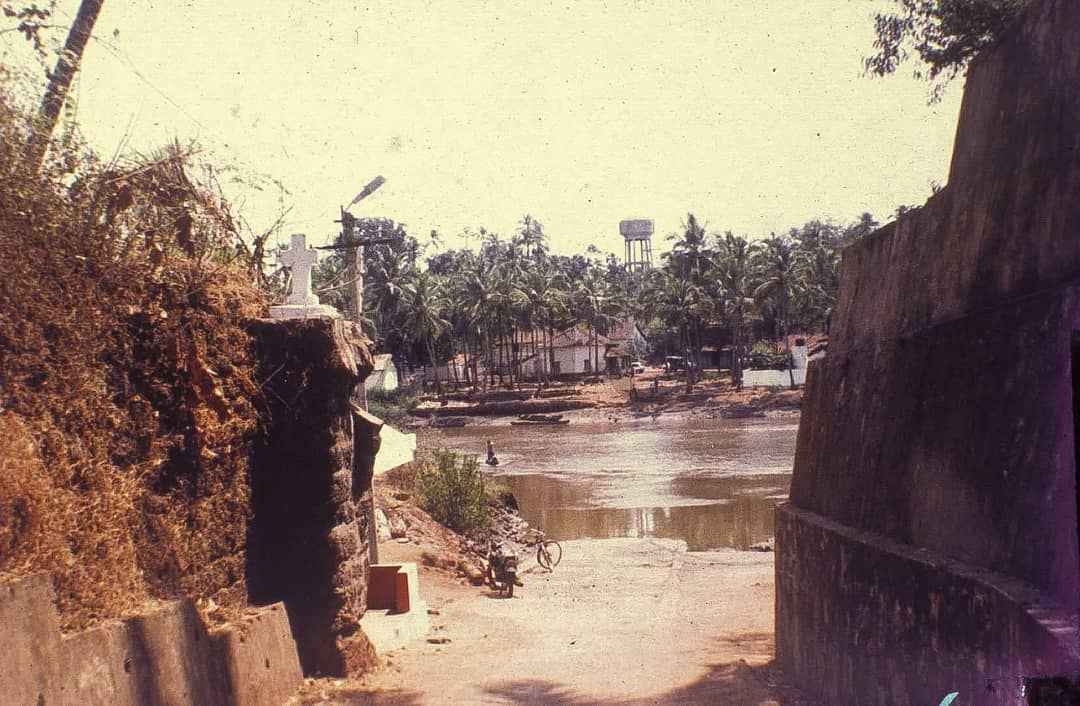
工事後のガンダウリム砦正門跡地